# Krhová
Krhová (Duits: Krhowa) is een Tsjechische gemeente in het district Vsetín in de regio Zlín. Krhová telt 2075 inwoners (2023).

## Geschiedenis
- ~1950 – Krhová wordt geannexeerd door Valašské Meziříčí.[2]
- 2013 – Krhová wordt opnieuw een zelfstandige gemeente.